# Sytuacja prawna i społeczna osób LGBT w Szwecji

Tęczowa flaga – symbol społeczności LGBT

Tęczowa flaga w kształcie Szwecji

## Prawo wobec kontaktów homoseksualnych
Kontakty homoseksualne są legalne w Szwecji od 1 lipca 1944 roku. W 1978 roku zrównano ze sobą wiek osób legalnie dopuszczających się kontaktów homo- i heteroseksualnych – wynosi on 15 lat.

### Historia
Po 1944 roku wiek uprawniający do współżycia seksualnego dla gejów wynosił 18 lat. W 1987 stworzono prawo przeciwko seksowi w gejowskich łaźniach i homoseksualnej prostytucji, by zmniejszyć rozprzestrzenianie się wirusa HIV. Zostało ono zniesione w 2004. Szwecja była pierwszym krajem na świecie, który wprowadził taką regulację. Transwestytyzm został wykreślony z listy chorób 1 stycznia 2009.

### Krwiodawstwo
Jesienią 2008 Narodowa Rada Zdrowia i Zasiłków zaproponowała, by mężczyźni mający kontakty seksualne z mężczyznami mieli prawo do bycia dawcami krwi, jednak dopiero po półrocznej przerwie od ostatniego współżycia seksualnego. Wcześniejsza propozycja dotycząca tej samej sprawy została odrzucona w 2006. Od 1 marca 2010 mężczyźni uprawiający seks z mężczyznami mieli być krwiodawcami, ale dopiero po roku abstynencji seksualnej, jednak banki krwi odrzuciły to prawo, odwlekając jego wejście w życie co najmniej do 1 października 2011.

## Ochrona prawna przed dyskryminacją
Szwedzkie prawo gwarantuje ogólny zakaz dyskryminacji, m.in. ze względu na orientację seksualną. Został on zawarty w konstytucji, kodeksie karnym z 1 lipca 1987 (gdzie zakazuje się homofobicznych wypowiedzi, tzw. mowy nienawiści) i w kodeksie pracy z 1999 r.
W 2008 transgenderyzm i wykazywanie cech płci przeciwnej zostały dodane do ujednoliconego prawa antydyskryminacyjnego, które weszło w życie 1 stycznia 2009.
Do 1 stycznia 2009 stanowisko szwedzkiego rzecznika (ombudsmana) przeciwko dyskryminacji ze względu na orientację seksualną (szw. Ombudsmannen mot diskriminering på grund av sexuell läggning), zwany HomO, przestało istnieć, ponieważ połączono wszystkich ombudsmanów zajmujących się dyskryminacją w jedną funkcję: Szwedzkiego Ombudsmana Równości. Istniejące wcześniej prawa przeciwko dyskryminacji zostały zastąpione przez nową ustawę antydyskryminacyjną. Termin HomO oznaczał zarówno funkcję, jak i osobę ją sprawującą. Ostatnim HomO był Hans Ytterberg.

### Azyl
Szwedzkie przepisy prawne przyznają osobom prawo do ubiegania się o azyl polityczny z powodu prześladowań przez wzgląd na orientację seksualną lub tożsamość płciową we własnym kraju.

### Służba wojskowa
Od 1 lipca 1976 geje, lesbijki i biseksualiści nie są wykluczeni ze służby wojskowej z powodu swojej orientacji seksualnej. Szwedzkie wojsko stara się stworzyć osobom LGBT środowisko, w którym nie muszą one ukrywać swojej orientacji.

## Uznanie związków osób tej samej płci
1 stycznia 1988 Szwecja zalegalizowała konkubinaty par tej samej i przeciwnej płci. Przyznają one większość praw z tych, jakie mają małżeństwa.
W 1995 w Szwecji zalegalizowano związki partnerskie par tej samej płci. Dawały one większość (dokładnie 91%) praw z tych, jakie mają małżeństwa. Od początku wejścia w życie ustawy do końca 2003 swój związek zalegalizowało ponad 3000 par homoseksualnych. Najwięcej z nich w stolicy – Sztokholmie. Od 1 maja 2009 związki te nie są uznawane, gdyż w życie weszła ustawa o małżeństwach jednopłciowych. Wygasły prawa przyznawane osobom, które zawarły związek partnerski, aczkolwiek pojawiła się możliwość prawnej zmiany tego związku na małżeństwo.
W 2004 Szwedzka Socjaldemokratyczna Partia Robotnicza zaproponowała legalizację małżeństw homoseksualnych. Socjaldemokraci powołali w tym celu komisję, która miała zająć się zbadaniem konieczności uchwalenia odpowiednich przepisów. Projekt ustawy powstał w 2005. 21 marca 2007 rząd Szwecji zapowiedział legalizację małżeństw osób tej samej płci. Ustawa została napisana przez byłego ministra sprawiedliwości Szwecji Hansa Regnera, który zaproponował, że definicję małżeństwa można rozszerzyć o pary tej samej płci. 21 stycznia 2009 roku rząd złożył w parlamencie projekt ustawy legalizującej małżeństwa jednopłciowe. 1 kwietnia 2009 roku ustawa została przyjęta przez Riksdag stosunkiem głosów 261-22. Nowe prawo weszło w życie 1 maja 2009 roku.
Obecny rząd Szwecji składa się z czterech partii: Umiarkowanej Partii Koalicyjnej, Partii Centrum, Ludowej Partii Liberałów i Chrześcijańskich Demokratów.

Poparcie szwedzkich partii politycznych dla małżeństw osób tej samej płci w parlamencie:
| Partia                                         | Poparcie dla małżeństw jednopłciowych | Liczba miejsc w Riksdagu | Pozycja w rządzie         |
| Szwedzka Socjaldemokratyczna Partia Robotnicza | TAK                                   | 130                      | Opozycja                  |
| Umiarkowana Partia Koalicyjna                  | TAK                                   | 97                       | Przewodnictwo w rządzie   |
| Partia Centrum                                 | TAK                                   | 29                       | Członek koalicji rządowej |
| Ludowa Partia Liberałów                        | TAK                                   | 28                       | Członek koalicji rządowej |
| Chrześcijańscy Demokraci                       | NIE                                   | 24                       | Członek koalicji rządowej |
| Partia Lewicy                                  | TAK                                   | 22                       | Opozycja                  |
| Partia Zielonych                               | TAK                                   | 19                       | Opozycja                  |

### Głosowanie nad ustawą o małżeństwach osób tej samej płci w parlamencie
| Legalizacja małżeństw jednopłciowych w kraju | Liczba parlamentarzystów |
| Za                                           | 261                      |
| Przeciw                                      | 22                       |
| Wstrzymało się                               | 16                       |
| Nieobecni                                    | 50                       |
| Razem                                        | 349 miejsc               |

### Głosowanie nad wprowadzeniem ślubów osób tej samej płci wKościele Szwecji
22 października 2009 zgromadzenie Kościoła Szwecji zdecydowanie poparło udzielanie błogosławieństw parom jednopłciowym, a także nazywanie tych związków małżeństwami (szw. äktenskap). Nowe prawo weszło w życie 1 listopada 2009.

Wyniki głosowania członków zgromadzenia:
| Wprowadzenie ślubów osób tej samej płci w Kościele | Liczba głosujących |
| Za                                                 | 176                |
| Przeciw                                            | 62                 |
| Wstrzymało się                                     | 11                 |
| Nieobecni                                          | 0                  |
| Razem                                              | 249 miejsc         |

## Adopcja dzieci przez pary jednopłciowe
1 lutego 2003 Szwecja umożliwiła parom tej samej płci adopcję dzieci bez żadnych ograniczeń. Takie samo prawo ma każda samotna osoba bez względu na swoją orientację seksualną.
W sprawie adopcji zagranicznych, w marcu 2003 Ministerstwo Sprawiedliwości oświadczyło: „Jeżeli chodzi o adopcję [dzieci] z zagranicy, ważne jest to, iż jesteśmy wyczuleni i świadomi tego, że kraje, z którymi współpracuje Szwecja, często mają inny punkt widzenia na osoby homoseksualne i homoseksualne rodzicielstwo. Współpraca uwzględniająca adopcje międzypaństwowe musi opierać się na zaufaniu. Oznacza to, że ograniczenia i warunki stawiane przez kraje pochodzenia [dzieci] muszą być przestrzegane”.
1 lipca 2005 weszło w życie prawo dające parom lesbijek dostęp do sztucznego unasienniania w szpitalach publicznych.

## Prawa osób transpłciowych
1 lipca 1972 Szwecja stała się pierwszym krajem na świecie, który zezwolił na prawną korektę płci osobom transpłciowym oraz zapewnił im darmową terapię hormonalną. Jest to możliwe zarówno po pełnej operacji korekty płci, jak i po częściowej przy jednoczesnym przyjmowaniu hormonów – pod warunkiem, że osoba spełni kilka wyznaczonych warunków. Musi ona posiadać obywatelstwo szwedzkie, mieć ukończone osiemnaście lat, być stanu wolnego, być wysterylizowana i żyć od dwóch lat jako osoba płci przeciwnej. W roku 2007 prawo zostało ponownie rozpatrzone z pojawieniem się propozycji zniesienia kilku wymogów: obywatelstwa szwedzkiego, stanu wolnego, przebytej sterylizacji. Przedstawiono pomysł ministrowi Narodowej Rady Zdrowia i Zasiłków, członkowi partii chrześcijańskich demokratów. Szwedzki Ombudsman Przeciwko Dyskryminacji oraz Szwedzka Federacja na rzecz Praw Lesbijek, Gejów, Osób Biseksualnych i Transpłciowych zapytali o przyszłe losy owej zmiany. Według szwedzkiego Departamentu Zdrowia i Spraw Społecznych propozycja jest wciąż oceniana, lecz jest zbyt wadliwa, by stać się podstawą nowego prawa.

## Życie osób LGBT w kraju

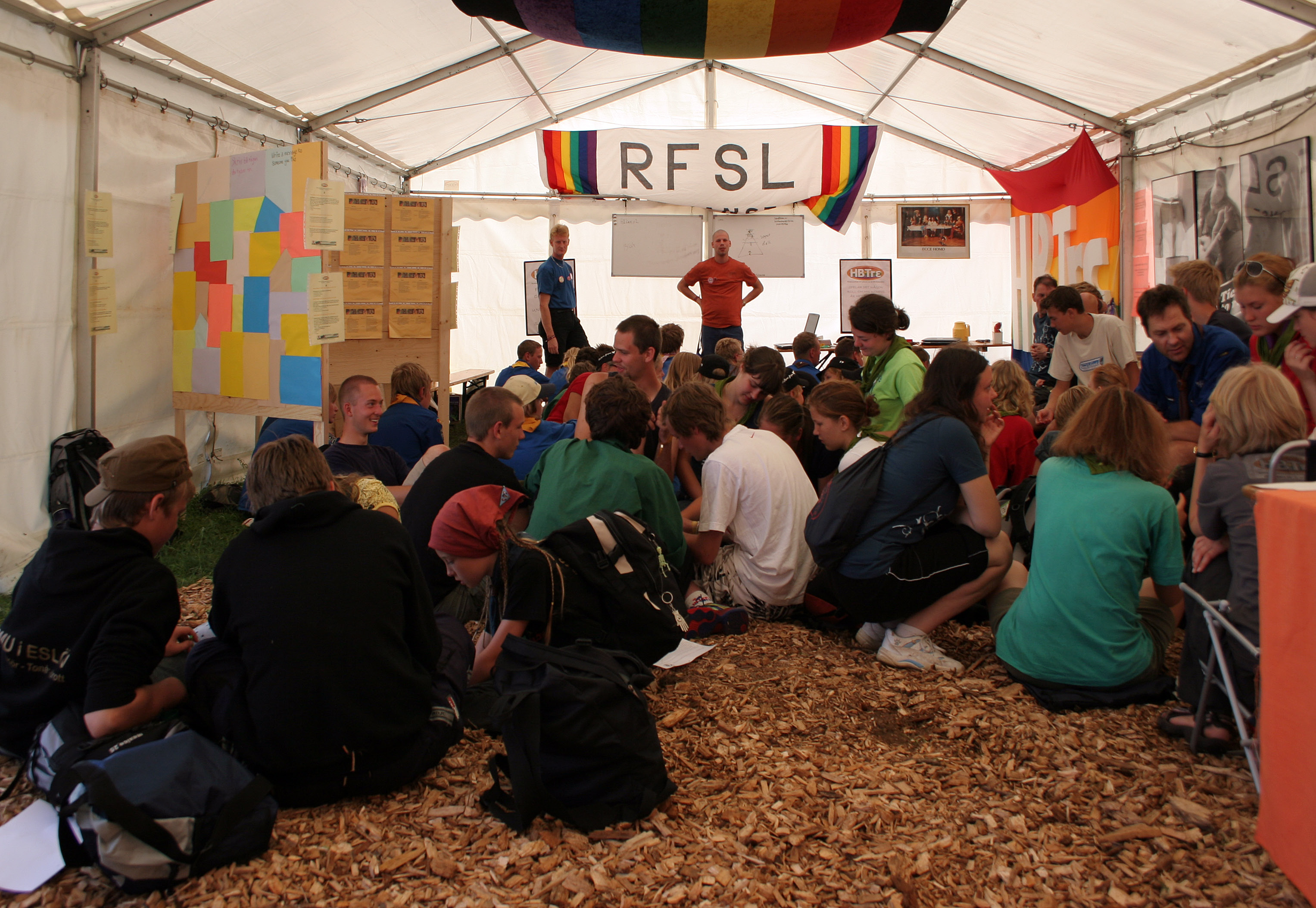
Szwedzka Federacja na rzecz praw osób LGBT (RFSL) podczas seminarium w Rinkeby

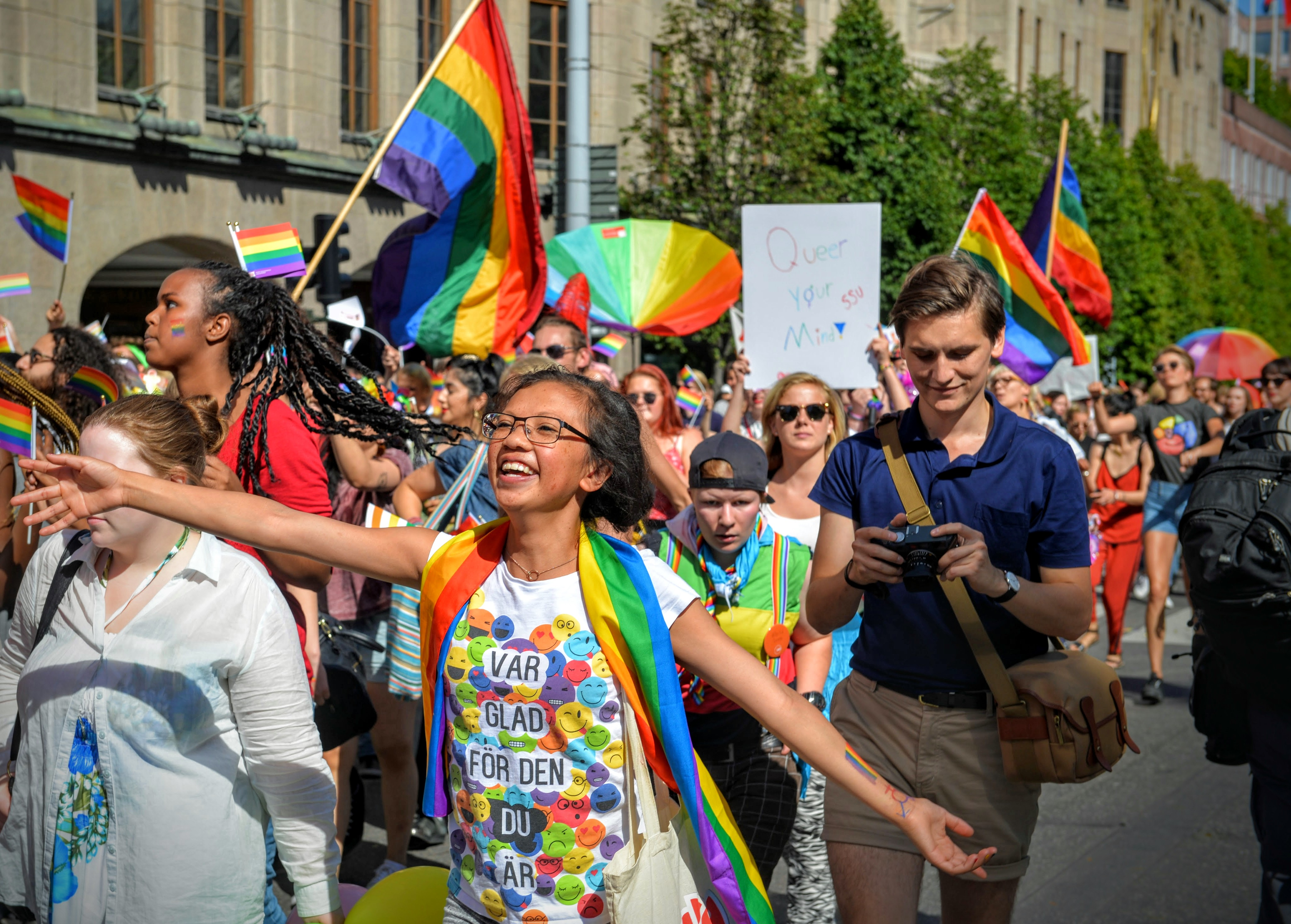
Stockholm Pride 2015

Szwedzi należą do społeczeństw bardzo tolerancyjnych wobec osób homoseksualnych. Badania przeprowadzone w 2019 na zlecenie Unii Europejskiej wykazały, iż 92% Szwedów popiera legalizację małżeństw osób tej samej płci. Szwecja jest pierwszym krajem na świecie, który usunął homoseksualizm z listy chorób, co przyczyniło się do wizerunku tego kraju jako wspierającego prawa osób homoseksualnych.
Według sondażu przeprowadzonego przez Pew Global Attitudes Project w 2007 roku 86% Szwedów uważało, że homoseksualizm powinien być akceptowany przez społeczeństwo. Przeciwnego zdania było 9% obywateli.
Szwedzka Riksförbundet för homosexuellas, bisexuellas och transpersoners rättigheter (RFSL) to jedna z najstarszych organizacji LGBT na świecie. Została założona w październiku 1950 jako oddział Duńskiej Federacji założonej w 1948. W kwietniu 1952 RFSL przyjęła swoją obecną nazwę i zaczęła działać jako niezależna organizacja. Obecnie posiada dwadzieścia osiem oddziałów w całej Szwecji – od Piteå na północy do Malmö na południu i liczy ponad 6000 członków. RFSL zajmuje się lobbingiem, rozpowszechnianiem informacji oraz organizowaniem wydarzeń społecznych i popierających różne akcje. Współpracuje z Międzynarodowym Stowarzyszeniem Lesbijek i Gejów i organizacjami LGBT z sąsiednich krajów. Organizacja ta obsługuje centra doradcze dla kobiet i mężczyzn w Sztokholmie, Göteborgu i Malmö. Centra te są przeznaczone dla osób, które chcą porozmawiać o coming oucie, seksie, HIV, AIDS i innych kwestiach zdrowotnych.
Wydawane są tu publikacje, działają liczne organizacje o zasięgu ogólnokrajowym, jak i regionalnym, zajmujące się niesieniem pomocy przedstawicielom LGBT. Każdego roku ulicami stolicy maszerują parady mniejszości seksualnych (gay pride parade). Najliczniejszą tego typu manifestacją była parada w 2005, która zgromadziła około 11 000 uczestników. Stockholm Pride to największy i najstarszy festiwal organizowany co roku od 1998. W późniejszych latach organizowano festiwale w Göteborgu, Malmö i Uppsali, a także mniej huczne wydarzenia w mniejszych gminach.
Szwedzki kościół protestancki jest jednym z najbardziej otwartych wobec par homoseksualnych kościołów na świecie. Od 1997 rozpoczął udzielanie błogosławieństw (nie ślubów) parom homoseksualnym. W 2005 zadecydował o udzielaniu ślubów osobom tej samej płci – śluby te są udzielane od 1 stycznia 2008. W 2007 szwedzcy księża luterańscy uczestniczyli w paradzie gejów i lesbijek w Sztokholmie i błogosławili całą manifestację.